# Floridoside
La floridoside (2-O-α-d-galactopyranosylglycerol) est un glucide, hétéroside, de formule brute C9H18O8, et de masse moléculaire 254 g/mol. C'est une molécule propre aux algues rouges, présente chez toutes les algues rouges, excepté les membres de la classe des Ceramiales.
C'est une molécule importante chez les algues rouges. Elle est le produit principal de la fixation du carbone par la photosynthèse et, pourra être utilisée par la suite pour la synthèse de macromolécules (amidon, polysaccharides solubles…). C'est également un osmoprotecteur dont la concentration intracytoplasmique augmente en réponse à un stress hyperosmotique,,,. La floridoside semble être aussi un précurseur de la paroi polysaccharidique chez quelques espèces d'algues rouges.
Outre ces rôles importants pour les algues rouges, des propriétés intéressantes autour de cette molécule ont été démontrées.

## Biosynthèse de la floridoside
- La floridoside est synthétisée à partir d'uridine diphosphate galactose (UDP-galactose) et de glycérol-3-phosphate (G3P), formés tous deux à partir de l'incorporation du CO2 lors de la photosynthèse[9],[10].

- La Floridoside est tout d'abord synthétisée à partir de l'UDP-galactose et du G3P en un intermédiaire phosphorylé : la floridoside-P, par l'action de l'enzyme floridoside phosphate synthase (FPS).

Cette enzyme est une galactosyltransférase, avec une haute spécificité de substrat, seuls UDP-galactose et G3P peuvent être utilisés. Cette enzyme ne possède pas de cofacteur. L'un des produits de la réaction est l'UDP, qui inhibe l'activité de la FPS. Le facteur cellulaire régulant l'activité de la FPS est donc le ratio UDP-galactose/UDP. 
- La Floridoside-P est ensuite déphosphorylée par l'action d'une floridoside-phosphate phosphatase (FPP), ce qui conduit donc à la formation de floridoside.

À ce jour, il y a peu de travaux sur cette enzyme, qui n'a toujours pas été isolée.
- Cependant, un gène codant une protéine montrant des activités « phosphate synthase » et « phosphate phosphatase », qui conduit à la formation de floridoside, en présence d'UDP-galactose et G3P, a pu être identifié dans le génome de l'algue rouge Galdieria sulphuraria[13].

- CO2 (photosynthèse) −−−> UDP-Galactose + G3P → (FPS) Floridoside-P → (FPP) Floridoside

## Rôles de la floridoside

### Produit majeur de la fixation du carbone par la photosynthèse
- Les produits principaux de la fixation du carbone, lors de la photosynthèse, par les algues rouges sont les glucides de petits poids moléculaire, l'amidon et les polysaccharides sulfatés de la paroi cellulaire[14].
- Il a été montré, par des études de suivi des produits de la fixation de carbone marqué (14C, 13C), que, au cours de la photosynthèse, chez les algues rouges, l'incorporation du carbone se faisait majoritairement dans la floridoside[3],[15].
- La floridoside peut être ensuite utilisée pour la synthèse des autres macromolécules (amidon, polysaccharides sulfatés…)[3].

### Osmoprotecteur

#### La floridoside, unosmoprotecteur[10]
- La salinité varie souvent dans l'environnement aquatique des algues rouges. Une augmentation de la salinité dans l'eau de mer, engendre un stress hyperosmotique.

Ce stress hyperosmotique induit une sortie d'eau des cellules et, de ce fait, une augmentation de la concentration intracellulaire en ions (Na+, K+, Cl−…). Cette augmentation à des effets toxiques pour la cellule. C'est pourquoi, au cours de l'évolution, des stratégies pour résister à ces conditions hyperosmotiques ont été mises en place. Un des mécanismes mis en place est le transport des ions hors du cytoplasme, vers d'autres compartiments intracellulaires (vacuoles…), remplacés par des osmolytes organiques, les solutés compatibles, des molécules organiques de petits poids moléculaires, pouvant être accumulées en grande quantité dans le cytoplasme. 
- Parmi les osmoprotecteurs on retrouve le groupe des hétérosides, auquel appartiennent les galactosylglycérols.

Les galactosylglycérols sont capables, de par leur nature chimique, d'être accumulés en grande quantité dans les cellules, d'avoir un pouvoir osmotique, et d'aller interagir (groupements -OH) avec la partie hydrophile de la membrane plasmique et, de protéger celle-ci . 
- La floridoside est un galactosylglycérol.

#### Stress hyperosmotique: augmentation de la concentration intracellulaire de floridoside
- Outre sa nature chimique, qui fait que la floridoside peut être un osmoprotecteur chez les algues rouges, il a été montré que sa concentration intracellulaire augmente avec la pression osmotique. Chez les algues rouges, il s'agit de l'osmolyte organique qui verra sa concentration le plus augmenter en réponse à un stress osmotique (hormis toujours pour les espèces membres du groupe des Ceramiales)[4],[5],[6],[7].

##### Mécanismes mis en jeu
- L'enzyme α-galactosidase est une enzyme qui dégrade la floridoside.

En condition hypersaline, l'activité de l'α-galactosidase décroit ce qui permet l'augmentation de l'accumulation de floridoside.

- Contrairement à ce que l'on pourrait penser, l'augmentation de la floridoside ne se fera pas majoritairement par l'augmentation de l'incorporation du carbone par la photosynthèse (et donc, pas par une augmentation du principal produit qu'est la floridoside)[15].
- En condition hypersaline, il a été montré que l'augmentation de la concentration intracellulaire de la floridoside a lieu majoritairement par une dégradation des stocks d'amidons présents dans les cellules. Cela permet la formation des précurseurs : UDP-galactose + G3P, qui serviront à la synthèse de floridoside, pour répondre au stress hypersalin[15].

### Précurseur de la paroi
Il a été montré que chez certaines espèces d'algues rouges, la floridoside pourrait être un précurseur de la paroi polysaccharidique.

## Propriétés intéressantes de la floridoside

### Potentiel agent comme antifouling
- Il a été montré que la floridoside, en présence de deux autres molécules issues d'algues rouges (acide isethionique et betonicine), diminue la formation des biofilms, en diminuant la communication entre bactéries qui, est à l'origine de la formation de ces biofilms (diminue l'activité quorum sensing)[18].
- L'ajout de floridoside inhibe également la fixation de la larve cypride (stade cypris d'Amphibalanus amphitrite[19], un agent de biofouling important.

### Potentiel agent thérapeutique

#### Capable de moduler la réponse immune
- Il a été montré que la floridoside a un rôle anti-inflammatoire. Elle inhibe certains éléments de la voie des MAPKs (pro-inflammatoire). Elle diminue la concentration intracellulaire des espèces réactives à l'oxygène (ROS)[20].

#### Des effets sur la différenciation ostéogénique
- Il a été montré que la floridoside augmente l'expression de gènes et d'hormones impliqués dans la différenciation cellulaire ostéogénique, que ce soit à des stades tardifs ou précoces de la différenciation. La floridoside agit sur la différenciation cellulaire mais n'agit pas sur la prolifération cellulaire[21].

### Pourrait être produite
Le développement des applications industrielles de la floridoside est, actuellement, limité par la disponibilité de ce composé.

#### Synthèse chimique
- La synthèse chimique de la floridoside est possible[1].
- Cependant, à ce jour, la floridoside ne peut être produite en grande quantité, les rendements de sa production par synthèse chimique sont encore faibles, il faut de nombreuses étapes pour avoir un composé final pur.

#### Biosynthèse
- Des études visent à augmenter et à optimiser la production de floridoside chez les algues rouges, sous différentes conditions de croissance et de stress osmotique. Ces travaux portent sur une micro-algue rouge, Galdieria sulphuraria[22].
- En vue de développer ces procédés, de nombreux verrous restent encore à être surmontés, tant au niveau biologique pour améliorer la production de la floridoside par l'algue, en optimiser les conditions de cultures, que technologiques, pour cultiver les algues, les récolter et extraire le composé d'intérêt.